# Fukuchilita
La fukuchilita és un mineral de la classe dels sulfurs que pertany al grup de la pirita. Rep el no en honor de Nobuyo Fukuchi (福地 信 世) (15 de juliol de 1877, Shimokuta-ku, Tòquio, Japó - 22 de maig de 1934), un geòleg japonès que va estudiar molts jaciments de minerals de tipus Kuroko.

## Característiques
La fukuchilita és un sulfur de fórmula química Cu₃FeS₈. Es tracta d'una espècie aprovada per l'Associació Mineralògica Internacional, i publicada per primera vegada el 1969. Cristal·litza en el sistema isomètric. La seva duresa a l'escala de Mohs és 6.
Segons la classificació de Nickel-Strunz, la fukuchilita pertany a «02.EA: Sulfurs metàl·lics, M:S = 1:2, amb Fe, Co, Ni, PGE, etc.» juntament amb els següents minerals: aurostibita, bambollaïta, cattierita, erlichmanita, geversita, hauerita, insizwaïta, krutaïta, laurita, penroseïta, pirita, sperrylita, trogtalita, vaesita, villamaninita, dzharkenita, gaotaiïta, al·loclasita, costibita, ferroselita, frohbergita, glaucodot, kullerudita, marcassita, mattagamita, paracostibita, pararammelsbergita, oenita, anduoïta, clinosafflorita, löllingita, nisbita, omeiïta, paxita, rammelsbergita, safflorita, seinäjokita, arsenopirita, gudmundita, osarsita, ruarsita, cobaltita, gersdorffita, hol·lingworthita, irarsita, jol·liffeïta, krutovita, maslovita, michenerita, padmaïta, platarsita, testibiopal·ladita, tolovkita, ullmannita, wil·lyamita, changchengita, mayingita, hollingsworthita, kalungaïta, milotaïta, urvantsevita i reniïta.
L'exemplar que va servir per a determinar l'espècie, el que es coneix com a material tipus, es troba conservat al Smithsonian amb el número de referència: 135971.

## Formació i jaciments
Va ser descoberta a la mina Hanawa, situada a la ciutat de Kazuno (Akita, Japó). També ha estat descrita en altres mines del Japó, així com a Papua Nova Guinea, el Canadà, França, Itàlia, Xipre, Nigèria i la República Popular de la Xina.